# Redectis
Redectis là một chi bướm đêm thuộc họ Erebidae.

## Các loài
- Redectis pygmaea Grote, 1878
- Redectis vitrea Grote, 1878